# Alfred K. Flowers

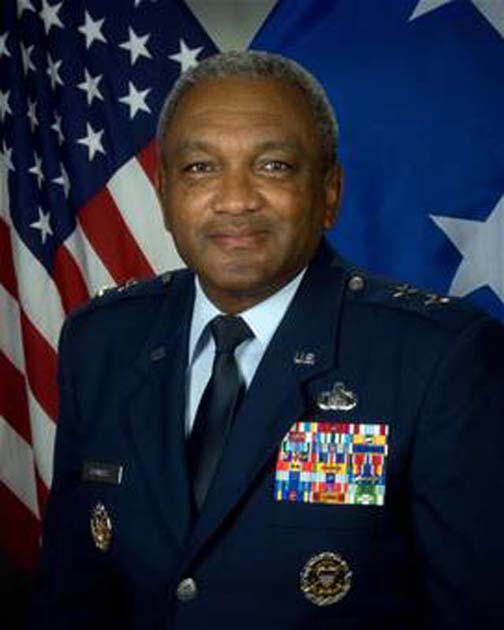
Alfred K. Flowers

 Alfred K. Flowers  (* 29. Dezember 1947 in Kinston, Lenoir County, North Carolina) ist ein pensionierter Generalmajor der United States Air Force. Er war unter anderem Kommandeur der 2. Luftflotte (Second Air Force).
Er besuchte die öffentlichen Schulen seiner Heimat. Im Jahr 1965 trat er als einfacher Soldat der US Air Force bei. In den folgenden 13 Jahren durchlief er die Mannschafts- und Unteroffiziersdienstgrade bis zum Master Sergeant. Zwischen Januar 1968 und Januar 1969 war er während des Vietnamkriegs auf der Da Nang Air Base als Transportation Specialist im Transportwesen stationiert. Die letzten sieben Jahre vor seiner Offizierslaufbahn war er an verschiedenen Standorten als Buchhalter (Accounting Specialist) tätig. Dabei war er unter anderem auf der Clark Air Base auf den Philippinen (November 1969 bis Mai 1971) und der Iraklion Air Station auf Kreta (Juni 1975 bis Juni 1977) stationiert.
Über die Officer Training School auf der Lackland Air Force Base in Texas gelangte er im Jahr 1978 in das Offizierskorps der United States Air Force. Dort durchlief er anschließend alle Offiziersränge vom Leutnant bis zum Zwei-Sterne-General. Im Lauf seiner weiteren militärischen Karriere absolvierte er verschiedene Kurse und Schulungen. Dazu gehörten unter anderem die Squadron Officer School auf der Maxwell Air Force Base in Alabama; die Professional Military Comptroller School, ebenfalls auf der Maxwell AFB; das Air Command and Staff College über einen Fernkurs; das Armed Forces Staff College in Norfolk in Virginia; das Air War College; das Industrial College of the Armed Forces in Fort Lesley J. McNair in Washington, D.C. und der Executive Business Course in Monterey in Kalifornien. Außerdem erhielt er akademische Grade von der Syracuse University und der University of North Carolina at Chapel Hill.
In seinen frühen Jahren als Offizier der Luftwaffe war er an verschiedenen Stützpunkten stationiert. Dabei war er vor allem im Finanzbereich als Buchhalter oder in Haushaltsabteilungen (Budget Divisions) bei unterschiedlichen Einheiten tätig. Dazwischen absolvierte er die erwähnten Schulungen. Als Stabsoffizier war er unter anderem im Hauptquartier der Air Force tätig. Im Jahr 2004 erreichte er mit seiner Beförderung zum Brigadegeneral die Generalsränge.
Zwischen März 2004 und Dezember 2006 gehörte Alfred Flowers der Stabsabteilung J8 (Resource Management) des United States Special Operations Command (USSOCOM) an, die auf der MacDill Air Force Base in Florida ansässig ist. Anschließend kehrte er zur Maxwell AFB zurück, wo er die Leitung der dortigen Offizierschulen (Air Force Officer Accession and Training Schools) übernahm. Diese Aufgabe bekleidete er zwischen Januar 2007 und Mai 2008.
Am 23. Mai 2008 übernahm Alfred Flowers auf der Keesler Air Force Base in Mississippi als Nachfolger von Michael C. Gould das Kommando über die 2. Luftflotte. Dieses Amt bekleidete er bis zum 29. September 2009, als er von Mary Kay Hertog abgelöst wurde. Anschließend wurde er erneut zum Stab des Hauptquartiers der Luftwaffe versetzt. Dort bekleidete er bis zu seiner Pensionierung am 1. Januar 2012 das ranghohe Amt des Deputy Assistant Secretary for Budget. Dabei war er für den Haushalt der Luftwaffe bzw. den Einsatz der Gelder auf den verschiedenen Gebieten zuständig. Dazu gehörte auch die Finanzierung der Einsätze in Afghanistan und im Irak. Zum Zeitpunkt seiner Pensionierung war er der dienstälteste Soldat der Luftwaffe überhaupt.
Nach seiner Pensionierung zog Flowers nach San Antonio in Texas. Dort engagiert er sich unter anderem bei Veteranenorganisationen. Zwischenzeitlich war er auch Mitglied der lokalen Handelskammer.

## Daten der Beförderungen
| Abzeichen | Rang               | Jahr              |
| --------- | ------------------ | ----------------- |
|           | Second Lieutenant  | 11. Dezember 1978 |
|           | First Lieutenant   | 11. Dezember 1980 |
|           | Captain            | 1. Dezember 1982  |
|           | Major              | 1. Dezember 1988  |
|           | Lieutenant Colonel | 1. August 1992    |
|           | Colonel            | 1. August 1998    |
|           | Brigadier General  | 1. September 2004 |
|           | Major General      | 2. November 2007  |

## Orden und Auszeichnungen
Alfred Flowers erhielt im Lauf seiner militärischen Laufbahn unter anderem folgende Auszeichnungen:
- Air Force Distinguished Service Medal
- Defense Superior Service Medal
- Legion of Merit
- Defense Meritorious Service Medal
- Meritorious Service Medal
- Joint Service Commendation Medal
- Air Force Commendation Medal
- Air Force Achievement Medal
- Presidential Unit Citation
- Air Force Outstanding Unit Award
- Air Force Organizational Excellence Award
- National Defense Service Medal
- Vietnam Service Medal
- Global War on Terrorism Service Medal
- Air Force Longevity Service Award
- Gallantry Cross (Südvietnam)
- Vietnam Campaign Medal (Südvietnam)

Außerdem wurden ihm mehrere Ordensbänder (Ribbonns) verliehen. 